# バシキール航空

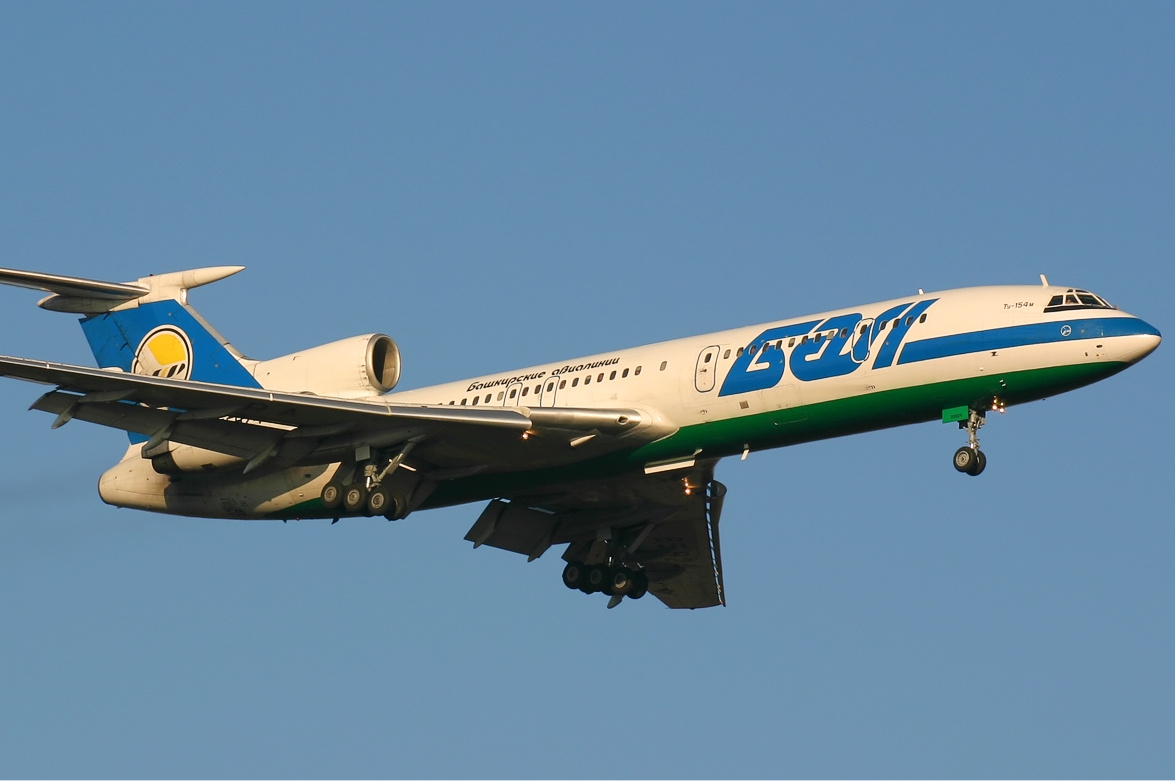
バシキール航空のTu-154（2005年にモスクワで撮影）

バシキール航空（バシキールこうくう、英語: BAL Bashkirian Airlines、ロシア語: «Башкирские авиалинии»）は、かつてロシア・ウファにあるウファ空港の敷地内に本社を置いていた航空会社。ウファ発着の地方航空路線・幹線路線およびヨーロッパ、アジア、北アメリカへのチャーター便を運航していた。同社は1991年に設立され2007年に清算された。

## 歴史
バシキール航空は当初アエロフロートの部門として設立され、かつてはサマーラに本社を置くアエロヴォルガの一部であった。解散時、同社は1,513人の従業員を抱えていた。2006年、ロシアの安全機関FTOAにより同社の免許が取り消された。同社がイランでTu-1541機の検査を行いFTOAが安全法を満たし営業を再開できると判断すれば、2006年11月に営業を再開する予定であった。

## 事件・事故
バシキール航空2937便（2002年）: バシキール航空2937便 (RA-85816) はロシア・モスクワ発スペイン・バルセロナ行きのチャーター便であった。同機 (Tu-154) はドイツ南部を飛行中に、ドイツ・スイス国境付近のユーバーリンゲン上空でイタリア・ベルガモ発ベルギー・ブリュッセル行きのDHLアビエーションのボーイング757と衝突した。この衝突事故でボーイング757に搭乗していた乗員2人とツポレフ機に搭乗していた乗客・乗員69人全員が死亡した。ツポレフ機の乗客の大半は、地元のUNESCO団体が主催した休暇でバシコルトスタン共和国からスペインのコスタ・ドラダ (Costa Daurada region) へ向かっていたロシア人児童であった。